# 조선문학건설본부
조선문학건설본부(朝鮮文學建設本部)는 태평양 전쟁 종전 직후인 1945년 8월 16일에 미군정 지역인 서울에서 결성된 문학인 단체이다.

## 결성
태평양 전쟁 종전 이튿날인 8월 16일에 임화와 김남천을 중심으로 구성되었다. 이들은 조선프롤레타리아예술가동맹 소장파의 핵심 인물들이었다. 조선문학건설본부는 비슷한 성격의 다른 장르 예술인 단체 가운데 가장 먼저 결성되었고, 추진력을 발휘하여 조선문화건설중앙협의회를 8월 18일 조직한 뒤 다른 분야의 단체를 산하 단체로 규합하는 수완을 보였다. 이태준, 이원조, 엄흥섭 등이 참여했다.

## 분리 및 해체
조선문학건설본부는 좌파 계열이 주도권을 잡기는 했으나 표면적으로는 범문단적 성격을 내세워, 친일 행적이 과도한 일부 문인들을 제외하면 좌우파 구분 없이 다수의 문학인들이 가담했다. 당시까지는 남북 분단이나 좌우익 대립이 가시화되지 않아 조선문학건설본부도 좌파 색깔을 지나치게 드러내지 않았다. 이에 따라 좌익 강경파들은 조선문학건설본부의 개량적 노선과 친일 행적에 대한 관대함에 불만을 품게 되었고, 송영, 이기영 등이 9월 17일에 조선프롤레타리아문학동맹을 조직하여 분리되었다.
조선프롤레타리아문학동맹은 조선문화건설중앙협의회처럼 조선음악동맹, 조선미술동맹, 조선프롤레타리아연극동맹, 조선영화동맹 등 타 분야 단체를 포섭하여 9월 30일에 조선프롤레타리아예술가동맹을 결성함으로써 조선문학건설본부를 압박했다.
결국 12월 13일에는 조선문화건설중앙협의회와 조선프롤레타리아예술동맹이 조선공산당의 지시에 따라 조선문학동맹을 결성해 통합되었다. 통합 과정은 옌안에서 귀국한 김태준이 주도했다.

## 같이 보기
- 조선문학동맹

## 참고자료
- 백기완, 송건호, 임헌영 (2004년 5월 20일). 〈해방 후 한국문학의 양상 - 2. 좌우파 각종 문학 단체의 혼립〉. 《해방전후사의 인식 (1)》. 서울: 한길사. ISBN 8935655422.